# Atoposea maxima
Atoposea maxima is een vlinder uit de familie van de Carposinidae. De wetenschappelijke naam van de soort is voor het eerst geldig gepubliceerd in 1912 door Meyrick.